# The Fatal Mallet
The Fatal Mallet és una pel·lícula muda dirigida per Mack Sennett i possiblement també per Charles Chaplin i protagonitzada per ells dos juntament amb Mabel Normand, entre d'altres. La pel·lícula es va estrenar l'1 de juny de 1914. La pel·lícula, que correspon als inicis de Chaplin amb la Keystone, no és de les més ben considerades de l'actor, ja que no és més que un seguit de gags basats únicament en donar cops a l'adversari.

## Argument
Sennett i Mabel estan festejant quan apareix Charlie que gelós li disputa la seva enamorada i expressa la seva ira llençant-els rajols. Ells si tornen i Sennett i Charlie es barallen per Mabel. En aquest moment apareix un tercer pretendent, Swain, que s'enduu la noia. Sennett i Charlie s'uneixen amb l'objectiu comú de desfer-se de Swain. Al principi li llencen rajols al cap sense cap efecte aparent. Aleshores Charlie descobreix un gran mall amb el que pica el cap de Swain deixant-lo estabornit. Els dos aliats se l'emporten a un graner, on Charlie, després que fer un petó de bona nit a Swain, també estaborneix Sennett retornant a conquerir Mabel. Allà es troba que un noiet els ha suplantat i el fa fora sense contemplacions. La pel·lícula acaba quan Sennett i Swain recobren el coneixement. El primer llença Swain i Charlie a un estany proper i es reuneix de nou amb la seva noia.

## Repartiment
- Charles Chaplin (rival del pretendent)
- Mabel Normand (Mabel)
- Mack Sennett (pretendent)
- Mack Swain (un altre pretendent)
- Gordon Griffith (el nen)